# Gudci
Gudci su naseljeno mjesto u Zagrebačkoj županiji na obroncima Vukomeričkih gorica. Prema popisu stanovništva iz 2021. u naselju živi 384 stanovnika. Proteže se na površini od 3,8 kvadratnih kilometara. Gustoća naseljenosti iznosi 101 stanovnik po kilometru četvornom. Dan mjesta je uvijek prva nedjelja u mjesecu rujnu kada je u selu organizirana svečanost svete mise. Od 1910. do 1948. godine selo je iskazivano pod imenom Guci.

## Stanovništvo 1857. – 2011.
| broj stanovnika | 62    | 83    | 79    | 95    | 121   | 152   | 161   | 187   | 175   | 179   | 184   | 159   | 163   | 185   | 321   | 374   | 384   |
|                 | 1857. | 1869. | 1880. | 1890. | 1900. | 1910. | 1921. | 1931. | 1948. | 1953. | 1961. | 1971. | 1981. | 1991. | 2001. | 2011. | 2021. |

- Stanovništvo po spolu: muško – 157 – 48,90 %  žensko – 164 – 51,10 %
- Stanovništvo po starosti
  - mlado (0 – 19) – 84 ili 26,16 %
  - zrelo (20 – 64 – 188 ili 58,56 %
  - staro (65 i više) – 49 ili 15,26 %

- Indeks starosti – 85,71 %
- Koeficijent starosti – 28,91 %

- Podrobnije informacije o starosti stanovništva
  - 0 – 9 – (41) – 12,77 %
  - 10 – 19 – (43) – 13,39 %
  - 20 – 29 – (35) – 10,90 %
  - 30 – 39 – (47) – 14,64 %
  - 40 – 49 – (50) – 15,57 %
  - 50 – 59 – (33) – 10,20 %
  - 60 – 69 – (45) – 14,01 %
  - 70 – 79 – (24) – 7,47 %
  - 80 – 89 – (2) – 0,62 %
  - 90 i više – (1) – 0,31 %

### Podaci o broju stanovnika sela Gudci iz župnog dvora Dubranec
- 1799. – 56
- 1826. – 67
- 1848. – 65
- 1900. – 118
- 1910. – 162

## Povijest naselja
Gudci su ime dobili po poznatom turopoljskom glazbenom sastavu – gudcima; bila su to tri svirača gudačkih instrumenata: dviju violina i bajsice (vrste malog bajsa). Takvih muzičkih sastava više nema ali im je naziv mjesta sačuvao uspomenu. Poviše Gudca nalaze se vinogradi Kostanjevec (po kostanjima). Kostanjevački se posjedi spominju 1279. godine; 1428. navode se kao selo, čije su posjede kupili Donjolomničani te zasadili vinograde o kojima se govori 1454. Od 16. st. nadalje selo Kostanjevec više se ne spominje, vjerojatno su ga opustošili Turci. Tu su ostali samo vinogradi s klijetima. Kostanjevec se danas zajedno s Jankovkama i Kolosečem nalazi u sastavu sela Gudci.

## Uprava
Mjesna samuprava se sastoji od 5 člana na čijem je čelu Dražen Meštrović

## Gospodarstvo
Gudci imaju veliki potencijal za razvoj turizma i to ponajviše zbog očuvanih šuma i razvoju vinogradarstva. U Gudcima već postoje brojni vinogradi, ponajviše u Kostanjevcu i Jankovkama koja su i poznata vikend naselja s brojnim vikend kućama i vikendašima koji ovdje dolaze na odmor i razonodu, uglavnom, iz velikih gradova poput Zagreba ili Velike Gorice.

## Zemljopisni smještaj
Gudci su mjesto u Zagrebačkoj županiji i u administrativnom sastavu grada Velika Gorica. Nalaze se unutar granica župe Majke Božje Sniježne čije je sjediše u Dubrancu. Gudci su 4. selo u župi po veličini i po broju stanovnika iza Donjeg Dragonošca (525), Donjih Trputaca (381) i Dubranca (338), a ispred Markuševca Turopoljskog (313), Gornjeg Dragonošca (246) i Gustelnice (125). Jugoistočno od sela se nalazi selo Šiljakovina (720 stan.), zapadno se nalaze sela Markuševec Turopoljski (313) i Donji Dragonožec (525). Sjeverno se nalazi selo Lukavec (1023), a južno je selo Dubranec (338).
Selo se smjestilo na dva brijega između kojih teče potok Peščenjak.

## Promet
Gudci su s većim gradovima povezani autobusnim linijama ZET-a za Zagreb (166, 311, 313) i za Veliku Goricu (322). Uz selo prolazi županijska cesta koja povezuje selo Dubranec i okolna sela s Lukavcem, Hrašćem Turopljskim te naposljetku brzom cestom Zagreb – Velika Gorica.

## Zanimljivosti
U Kostanjevcu se do nedavno nalazio stari hrast lužnjak za kojeg se vjeruje da je tu još iz doba Turaka pa se zato zvao i "turski hrast". Opseg hrasta bio je 5,55 m u prsnoj visini, promjer mu je bio oko 2 m, a visina preko 20 m. Bio je zaštićen kao spomenik prirode. Nažalost hrast se počeo sušiti pa su ga posjekli i za Turopoljsko Jurjevo izložili ispred Starog grada Lukavca gdje se nalazi i danas.